# The End Is Nigh
The End Is Nigh est un jeu vidéo de plates-formes développé par les concepteurs de jeu américains Edmund McMillen et Tyler Glaiel. Il est sorti le 12 juillet 2017 sur la plateforme Steam pour les machines Windows. Le jeu a ensuite été porté le 15 août 2017 sur macOS, le 12 décembre 2017 sur Linux et Nintendo Switch, et le 30 avril 2019 sur PlayStation 4. La presse y voit la suite spirituelle du jeu Super Meat Boy, sorti en 2010.

## Synopsis et système de jeu
The End Is Nigh met en scène Ash, une petite créature qui a réchappé à l'apocalypse et cherche à se créer un ami en collectant des morceaux d'humains. Pour ce faire, le joueur, comme dans tout jeu de plates-formes, doit le manipuler au travers de nombreux tableaux (niveaux tenant sur l'écran du joueur) qui tous recèlent de nombreux obstacles, demandant précision et réflexes. Il est parfois nécessaire de trouver les mécanismes qui permettent d'atteindre la sortie, ajoutant au gameplay une touche d'observation et de résolution d'énigme, une dimension jeu de puzzle. Exigeant, The End Is Nigh a une forte dimension « Die and retry » : le joueur échouant à un tableau réapparaît directement au début de celui-ci. La difficulté est néanmoins croissante au fil des niveaux,.

## Développement
Le jeu repose sur un moteur conçu par Tyler Glaiel en 2010, qui permettait d’importer rapidement des éléments créés avec Adobe Flash,. Après une année passée à développer un jeu de tir/plateforme intitulé Øuroboros, McMillen and Glaiel décident de recentrer leur concept, le projet n’ayant que peu progressé. Pendant le développement de Øuroboros, ils prennent de courtes pauses pour expérimenter d’autres idées. Ce n'est qu'en décembre 2016 qu'ils se lancent pleinement dans dans le projet. En une semaine, ils conçoivent un jeu de plateforme en monde ouvert incorporant des éléments jeu d’aventure. McMillen le décrit alors comme un mélange entre  VVVVVV et 1001 Spikes avec une jouabilité proche de Spelunky. Ils poursuivent le développement du jeu en secret pendant plusieurs mois, avant de l’annoncer officiellement le 7 juin 2017, soit environ un mois avant sa sortie prévue. McMillen souhaitait annoncer le jeu peu de temps avant sa publication afin d’éviter qu’il ne devienne un vaporware, comme cela avait été le cas pour certains de ses titres précédents, notamment Mewgenics et Super Meat Boy Forever (ce dernier ayant finalement été repris par une autre équipe et publié en 2020). McMillen estime que The End Is Nigh iest, en nombre de niveaux, le jeu le plus vaste sur lequel il ait travaillé,et qu’il incarne des éléments de tous ses précédents jeux. Le jeu propose un doublage vocal assuré par Rich Evans de RedLetterMedia et sa bande-son a été composée par le groupe Ridiculon.
Par la suite, McMillen confie que The End Is Nigh a représenté une expérience cathartique pour lui. Avant de se consacrer à ce projet, il avait travaillé pendant plusieurs années sur le développement The Binding of Isaac: Rebirth marqué par des expériences difficiles. Il envisageait même de quitter l’industrie vidéoludique, ce qui a influencé la direction prise par The End Is Nigh took. Il a choisi de faire de la persévérance un thème central du jeu, ce qui lui a permis de surmonter ses doutes personnels. En conséquence, McMillen considère The End Is Nigh comme son meilleur travail.

## Réception critique et filiation avecSuper Meat Boy
La presse spécialisée analyse The End Is Nigh au prisme de Super Meat Boy, jeu de 2010 également créé par Edmund McMillen, acclamé par la critique et par les joueurs adeptes de jeux de plates-formes. Les journalistes voient dans The End Is Nigh une suite spirituelle de Super Meat Boy, avec lequel il partage de grandes similitudes : même précision dans les déplacements du personnage, même difficulté élevée et croissante, découverte échelonnée et naturelle des mécaniques de jeu. Il s'en distingue cependant par les facultés différentes de son personnage, par la plus grande diversité de mécaniques et pièges, par la plus grande observation nécessaire et par l'accent mis sur l'exploration du monde par le joueur au travers notamment d'une plus grande liberté de déplacement entre tableaux,.
The End Is Nigh fait l'objet de critiques positives de la presse spécialisée. James Davenport de PC Gamer met en exergue l'atmosphère intrigante du jeu, mais regrette l'absence de tableau de classement compétitif permettant de comparer ses scores avec ceux des autres joueurs. Gamekult attribue la note de 8/10 au jeu. Corentin Lamy du Monde est élogieux à l'égard du jeu (8/10 également), dont il souligne que la « bande originale ultra-emphatique […] est parfaite ». Game Informer lui attribue la note de 8,25/10. Le site web Metacritic, à partir de treize critiques de presse, donne un score de 83 % à The End Is Nigh.

## Bande sonore
La bande sonore est composée par Ridiculon. L'intégralité de celle-ci est dérivée de pièces de musique classique, réorchestrées et accompagnées par Matthias Bossi (batterie, piano, synthétiseur, chant) et Jon Evans (basse, guitare, chant, effets divers). Elle a été enregistrée par Jon Evans à Orleans (Massachusetts).

### Liste des pistes
| The End Is Nigh: OST | The End Is Nigh: OST    | The End Is Nigh: OST                                                     | The End Is Nigh: OST | The End Is Nigh: OST | The End Is Nigh: OST | The End Is Nigh: OST | The End Is Nigh: OST | The End Is Nigh: OST | The End Is Nigh: OST |
| No                   | Titre                   | Morceau d'origine                                                        | Durée                |                      |                      |                      |                      |                      |                      |
| -------------------- | ----------------------- | ------------------------------------------------------------------------ | -------------------- | -------------------- | -------------------- | -------------------- | -------------------- | -------------------- | -------------------- |
| 1.                   | Title Screen            | Gnossienne No.1 (Satie 1893)                                             | 03:24                |                      |                      |                      |                      |                      |                      |
| 2.                   | The End                 | Danse Macabre (Saint-Saëns 1874)                                         | 03:18                |                      |                      |                      |                      |                      |                      |
| 3.                   | The Arid Flats          | Symphonie du Nouveau Monde (Dvořák 1893)                                 | 04:15                |                      |                      |                      |                      |                      |                      |
| 4.                   | Overflow                | Ouverture Solennelle 1812 (Tchaikovsky 1880)                             | 05:00                |                      |                      |                      |                      |                      |                      |
| 5.                   | Wall Of Sorrows         | Rhapsodie hongroise No.2 (Liszt 1847)                                    | 02:50                |                      |                      |                      |                      |                      |                      |
| 6.                   | SS Exodus               | Marche Slave (Tchaikovsky 1876)                                          | 03:11                |                      |                      |                      |                      |                      |                      |
| 7.                   | Retrograde              | Danse Hongroise (Brahms 1869)                                            | 03:30                |                      |                      |                      |                      |                      |                      |
| 8.                   | The Machine             | Le Vol du Bourdon (Rimsky-Korsakov 1899)                                 | 04:21                |                      |                      |                      |                      |                      |                      |
| 9.                   | The Hollows             | Symphonie de Dante (Liszt 1857)                                          | 04:12                |                      |                      |                      |                      |                      |                      |
| 10.                  | Golgotha                | Une Nuit Sur le Mont Chauve (Mussorgsky 1867)                            | 03:24                |                      |                      |                      |                      |                      |                      |
| 11.                  | Ruin                    | Dans l'Antre du Roi de la Montagne (Grieg 1875)                          | 04:47                |                      |                      |                      |                      |                      |                      |
| 12.                  | Acceptance              | Rhapsodie Hongroise No.2 (Liszt 1847)                                    | 06:07                |                      |                      |                      |                      |                      |                      |
| 13.                  | The Future              | Requiem (Verdi 1874)                                                     | 05:10                |                      |                      |                      |                      |                      |                      |
| 14.                  | As Above                | Gymnopédie No.1 (Satie 1888)                                             | 03:14                |                      |                      |                      |                      |                      |                      |
| 15.                  | So Below                | Dans l'Antre du Roi de la Montagne (Grieg 1875)                          | 02:43                |                      |                      |                      |                      |                      |                      |
| 16.                  | Mortaman                | Danse Macabre (Saint-Saëns 1874) (Retro)                                 | 03:15                |                      |                      |                      |                      |                      |                      |
| 17.                  | Blaster Massacre        | Symphonie du Nouveau Monde (Dvořák 1893) (Retro)                         | 02:23                |                      |                      |                      |                      |                      |                      |
| 18.                  | River City Rancid       | Ouverture Solennelle 1812 (Tchaikovsky 1880) (Retro)                     | 02:35                |                      |                      |                      |                      |                      |                      |
| 19.                  | Castrovania             | Symphonie de Dante (Liszt 1857) (Retro)                                  | 04:11                |                      |                      |                      |                      |                      |                      |
| 20.                  | Dig Dead                | Une Nuit Sur le Mont Chauve (Mussorgsky 1867) (Retro)                    | 03:03                |                      |                      |                      |                      |                      |                      |
| 21.                  | Ash Climber             | Rhapsodie Hongroise No.2 (Liszt 1847) (Retro)                            | 02:02                |                      |                      |                      |                      |                      |                      |
| 22.                  | Fallen Fantasy          | Marche Slave (Tchaikovsky 1876) (Retro)                                  | 03:50                |                      |                      |                      |                      |                      |                      |
| 23.                  | Rubble Robble           | Danse Hongroise (Brahms 1869) (Retro)                                    | 03:11                |                      |                      |                      |                      |                      |                      |
| 24.                  | Morbid Gear             | Le Vol du Bourdon (Rimsky-Korsakov 1899) (Retro)                         | 02:10                |                      |                      |                      |                      |                      |                      |
| 25.                  | Mystery Castle          | Cinquième Symphonie (Beethoven 1808) (Retro)                             | 02:37                |                      |                      |                      |                      |                      |                      |
| 26.                  | The Tower               | Requiem (Verdi 1874) (Retro)                                             | 02:15                |                      |                      |                      |                      |                      |                      |
| 27.                  | The End Is Night        | Marche Turque (Mozart 1783) (Retro)                                      | 02:02                |                      |                      |                      |                      |                      |                      |
| 28.                  | Scab Or Die             | Une Nuit Sur le Mont Chauve (Mussorgsky 1867) (Glitch, Retro)            | 02:44                |                      |                      |                      |                      |                      |                      |
| 29.                  | Tombs & Torture         | Symphonie du Nouveau Monde (Dvořák 1893) (Glitch, Retro, Double vitesse) | 02:11                |                      |                      |                      |                      |                      |                      |
| 30.                  | Plusman                 | Le Vol du Bourdon (Rimsky-Korsakov 1899) (Glitch, Retro)                 | 02:11                |                      |                      |                      |                      |                      |                      |
| 31.                  | Ghost N' Grievin        | Dans l'Antre du Roi de la Montagne (Grieg 1875) (Glitch, Retro)          | 02:02                |                      |                      |                      |                      |                      |                      |
| 32.                  | Dead Racer              | Symphonie de Dante (Liszt 1857) (Glitch, Retro)                          | 03:46                |                      |                      |                      |                      |                      |                      |
| 33.                  | Spike Tales             | Danse Hongroise (Brahms 1869) (Glitch, Retro)                            | 03:10                |                      |                      |                      |                      |                      |                      |
| 34.                  | The End Is Nigh Revisit | Marche Turque (Mozart 1783) (Glitch)                                     | 01:57                |                      |                      |                      |                      |                      |                      |
| 35.                  | Cart Menu               | Gnossienne No. 1 (Satie 1893) (Retro)                                    | 01:26                |                      |                      |                      |                      |                      |                      |
| 36.                  | Bonus                   | La Chevauchée des Valkyries (Wagner 1856)                                | 04:12                |                      |                      |                      |                      |                      |                      |
| 01h56m               |                         |                                                                          |                      |                      |                      |                      |                      |                      |                      |